# Léčení vírou

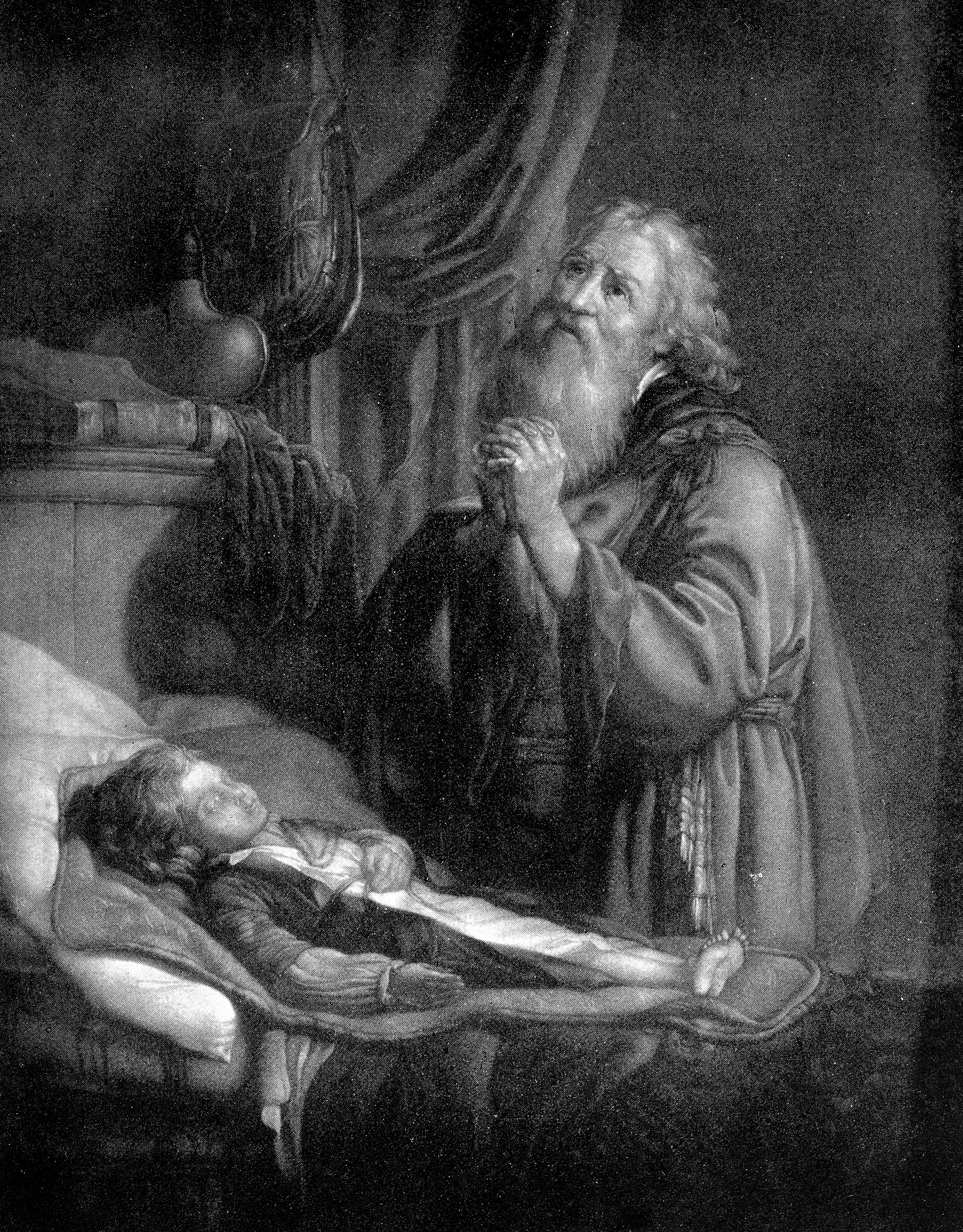
Prorok Eliáš se modlí za uzdravení syna vdovy ze Sarepty (Bible, 2. kniha královská)

Léčení vírou je praxe modliteb a gest (např. vkládání rukou), o nichž někteří věří, že vyvolávají božský zásah při duchovním a fyzickém uzdravení, zejména křesťanská praxe. Věřící tvrdí, že uzdravení nemocí a postižení může být vyvoláno náboženskou vírou prostřednictvím modliteb nebo jiných rituálů, které podle stoupenců mohou stimulovat boží přítomnost a moc. Náboženská víra v božský zásah nezávisí na empirických důkazech o výsledku dosaženém prostřednictvím léčení vírou. Prakticky všichni vědci a filozofové odmítají léčení vírou jako pseudovědu.
Tvrzení, že „nesčetné množství technik“, jako je modlitba, božský zásah nebo služby individuálního léčitele, může vyléčit nemoc, bylo populární v průběhu celé historie. Existují tvrzení, že víra může vyléčit slepotu, hluchotu, rakovinu, HIV/AIDS, vývojové poruchy, anémii, artritidu, kuří oko, řečové postižení, roztroušenou sklerózu, kožní vyrážky, celkové ochrnutí těla a různá zranění. Uzdravení bylo připisováno mnoha technikám, které jsou běžně klasifikovány jako léčení vírou. Může jít o modlitbu, návštěvu náboženské svatyně nebo prostě o silnou víru v nejvyšší bytost.
Mnoho lidí si Bibli, zejména Nový zákon, vykládá tak, že učí víře v duchovní uzdravení a jejímu praktikování. Podle průzkumu Newsweeku z roku 2004 72 % Američanů uvedlo, že věří, že modlitba k Bohu může někoho vyléčit, i když podle vědy má dotyčný nevyléčitelnou nemoc. Na rozdíl od léčení vírou se zastánci duchovního léčení nesnaží hledat boží zásah, ale věří v božskou energii. Zvýšený zájem o alternativní medicínu na konci 20. století vyvolal souběžný zájem sociologů o vztah náboženství a zdraví.
Léčení vírou lze klasifikovat jako duchovní, nadpřirozené nebo paranormální téma a v některých případech může být víra v léčení vírou klasifikována jako magické myšlení. Americká onkologická společnost (American Cancer Society) uvádí, že „dostupné vědecké důkazy nepodporují tvrzení, že léčení vírou může skutečně vyléčit fyzické nemoci“. „Smrt, invalidita a další nežádoucí následky se objevily, když bylo léčitelství vírou zvoleno místo lékařské péče při vážných zraněních nebo nemocech.“ Když rodiče prováděli léčitelství vírou, ale ne lékařskou péči, zemřelo mnoho dětí, u kterých by se jinak předpokládalo, že budou žít. Podobné výsledky se objevují i u dospělých.

## V různých věroučných systémech

### Křesťanství

#### Přehled
Uzdravování vírou, které je považováno za křesťanskou víru, že Bůh uzdravuje lidi mocí Ducha svatého, často zahrnuje vkládání rukou. Říká se mu také nadpřirozené uzdravení, božské uzdravení a zázračné uzdravení. Uzdravování je v Bibli často spojováno se službou konkrétních osob, včetně Eliáše, Ježíše a Pavla.

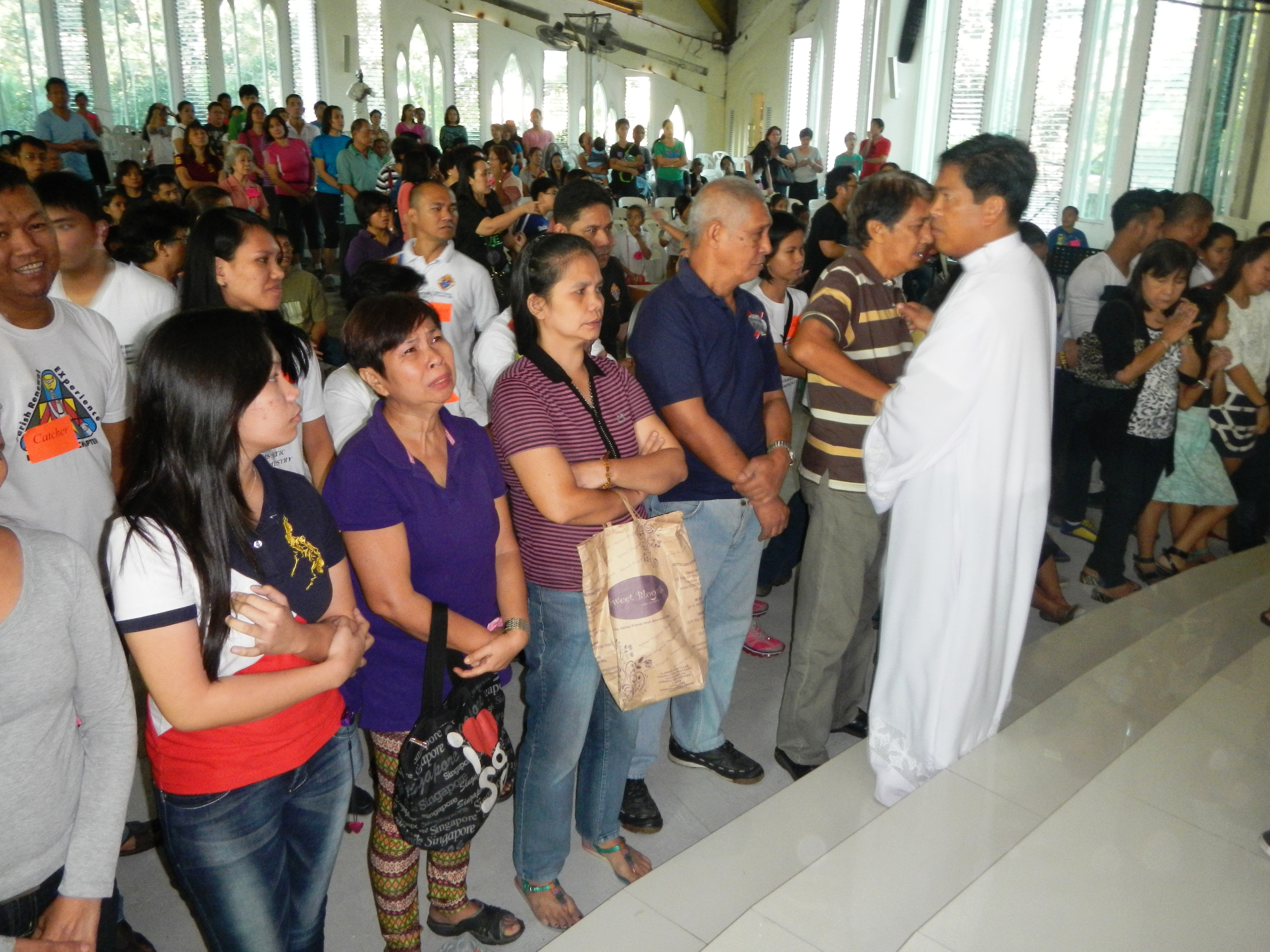
Léčení vírou prováděné Fernandem Suarezem, Filipíny

Křesťanský lékař Reginald B. Cherry považuje uzdravení vírou za cestu uzdravení, při níž Bůh používá k uzdravení jak přirozené, tak nadpřirozené prostředky. Uzdravení je popisováno jako výsada přijetí Kristova vykoupení na kříži. Letniční spisovatel Wilfred Graves Jr. považuje uzdravení těla za fyzický výraz spasení. Matouš – Mt 8, 17 (Kral, ČEP) poté, co popisuje Ježíšovo vymítání při západu slunce a uzdravení všech nemocných, kteří k němu byli přivedeni, cituje tyto zázraky jako naplnění proroctví z Izajáše – Iz 53, 5 (Kral, ČEP): „On vzal na sebe naše slabosti a nesl naše nemoci“.
Dokonce ani ti křesťanští autoři, kteří věří v uzdravení vírou, nevěří, že víra v současnosti přináší kýžené uzdravení. „[N]aše víra nemá vliv na vaše uzdravení nyní. Kdy budete uzdraveni, závisí zcela na tom, jaké jsou svrchované záměry Uzdravitele.“ Larry Keefauver varuje před tím, aby nadšení pro uzdravení vírou vzbuzovalo falešné naděje. „Pouhá dostatečně silná, dlouhá nebo silná víra vás neposílí ani nepodnítí vaše uzdravení. Provádění mentální gymnastiky, abyste ,udrželi svůj zázrakʻ, nezpůsobí, že se vaše uzdravení projeví hned.“ Ti, kdo aktivně vkládají ruce na druhé a modlí se s nimi, aby byli uzdraveni, si obvykle uvědomují, že uzdravení nemusí vždy následovat okamžitě. Zastánci uzdravení vírou říkají, že může přijít později a nemusí přijít v tomto životě. „Pravdou je, že vaše uzdravení se může projevit až na věčnosti, nikoliv v čase“.

#### Nový zákon
Části čtyř kanonických evangelií v Novém zákoně uvádějí, že Ježíš léčil tělesné nemoci, které byly daleko za hranicemi možností medicíny prvního století. Ježíšovy uzdravující činy jsou považovány za zázračné a velkolepé, protože jejich výsledky jsou nemožné nebo statisticky nepravděpodobné. Jedním z příkladů je případ „ženy, která měla dvanáct let výtok krve a která mnoho trpěla u mnoha lékařů a utratila všechno, co měla, a nebylo jí lépe, spíše se jí přitížilo.“ Poté, co ji uzdravil, jí Ježíš říká: „Dcero, tvá víra tě uzdravila. Jdi v pokoji! Buď uzdravena ze své nemoci.“ Ježíš ještě nejméně dvakrát připisuje víru trpícího jako prostředek k uzdravení: Marek – Mk 10, 52 (Kral, ČEP) a Lukáš – Lk 19, 10 (Kral, ČEP).
Ježíš podpořil používání tehdejší lékařské pomoci (léků z oleje a vína), když vyprávěl podobenství o milosrdném Samaritánovi – Lk 10, 25–37 (Kral, ČEP), který „obvázal rány [zraněného] člověka a polil je olejem a vínem“ (verš 34), jak by to udělal lékař. Ježíš pak řekl pochybujícímu učiteli Zákona (který toto podobenství vyvolal svou sebeospravedlňující otázkou: „A kdo je můj bližní?“ ve verši 29), aby „šel a činil totéž“ a miloval druhé, s nimiž by se za normálních okolností nikdy nestýkal (verš 37).
Uzdravení je v evangeliích označováno jako „znamení“, které mělo dokázat Ježíšovo božství a podpořit víru v něj jako v Krista. Když však byl Ježíš požádán o jiné druhy zázraků, některé odmítl, ale jiné udělal s ohledem na motiv žádosti. Někteří teologové tomu rozumějí tak, že Ježíš pokaždé uzdravil všechny přítomné a někdy zjišťoval, zda měli víru, že je uzdraví. Čtyři ze sedmi zázračných znamení učiněných ve čtvrtém evangeliu, která naznačovala, že byl poslán od Boha, byly činy uzdravení nebo vzkříšení. Uzdravuje syna kafarnaumského úředníka, uzdravuje ochrnutého u tůně v Betsaidě, uzdravuje slepého od narození a vzkřísí Lazara z Betánie.
Ježíš řekl svým následovníkům, aby uzdravovali nemocné, a prohlásil, že znamení, jako je uzdravení, jsou důkazem víry. Ježíš také řekl svým následovníkům, aby „uzdravovali nemocné, křísili mrtvé, očišťovali malomocné, vyháněli démony. Dostali jste zadarmo, dávejte zadarmo“.
Ježíš přísně přikazoval mnoha lidem, kteří od něho byli uzdraveni: „Nikomu to neříkejte!“ Ježíš nesouhlasil s tím, aby někdo žádal o znamení jen pro podívanou, a označil ho za člověka, který pochází z „pokolení zlého a cizoložného“.
Apoštol Pavel věřil, že uzdravování je jedním ze zvláštních darů Ducha svatého a že existuje možnost, že některé osoby mohou mít tento dar v mimořádně vysoké míře.
V novozákonním Jakubově listu se věřícím říká, že aby byli uzdraveni, mají nemocní volat starší církve, aby se nad nimi modlili a pomazali je olejem ve jménu Páně.
Nový zákon říká, že apoštolové během Ježíšova působení a po jeho zmrtvýchvstání uzdravovali nemocné, vyháněli démony, chromé uzdravovali, křísili mrtvé a konali další zázraky. Apoštolové byli svatí muži, kteří měli přímé spojení s Bohem a dokázali nasměrovat jeho moc, aby pomáhali lidem a uzdravovali je. Například svatý Petr uzdravil tělesně postiženého muže.
Ježíš používal zázraky, aby lidi přesvědčil, že otevírá mesiášský věk, jako v Mt 12, 28 (Kral, ČEP). Učenci popisují Ježíšovy zázraky jako nastolení království ještě za jeho života.

#### Raná křesťanská církev
Zprávy nebo zmínky o uzdravování se objevují ve spisech mnoha přednicejských otců, i když mnohé z těchto zmínek jsou velmi obecné a neobsahují žádné podrobnosti.

#### Katolicismus
Viz též: Přímluva svatých
Římskokatolická církev uznává dva „vzájemně se nevylučující“ druhy uzdravení,:I,3:nn2–3 jeden odůvodněný vědou a druhý odůvodněný vírou:
- léčení lidskými „přirozenými prostředky [...] prostřednictvím lékařské praxe“, která zdůrazňuje, že teologická ctnost „lásky vyžaduje, abychom nezanedbávali přirozené prostředky léčení nemocných lidí“, a kardinální ctnost opatrnosti (lat. prudentia) varuje, abychom „nepoužívali techniku, která nemá vědeckou oporu (nebo dokonce není věrohodná)“[44]:nn2–3, 6, 10
- uzdravení z Boží milosti „přímluvou za nemocné vzýváním jména Pána Ježíše a prosbou o uzdravení skrze moc Ducha svatého, ať už formou svátostného vzkládání rukou a pomazání olejem, nebo prostých modliteb za uzdravení, které často obsahují prosbu ke svatým o pomoc“[44]:n2

V roce 2000 vydala Kongregace pro nauku víry „Instrukci o modlitbách za uzdravení“ s konkrétními normami o modlitebních setkáních za získání uzdravení, která představuje učení katolické církve o nemoci a uzdravení.:230
Připouští, že „mohou existovat prostředky přirozeného léčení, které věda dosud nepochopila nebo neuznala“,:n6 ale odmítá pověrečné praktiky, které nejsou slučitelné s křesťanským učením ani s vědeckými poznatky.:nn11–12
Léčení vírou uvádějí katolíci jako výsledek přímluvné modlitby ke světci nebo k osobě s darem uzdravování. Podle amerického katolického časopisu U.S. Catholic, vydávaného kongregací klaretinů, „i v této skeptické, postmoderní, vědecké době – zázraky jsou skutečně možné“. Podle průzkumu časopisu Newsweek tři čtvrtiny amerických katolíků tvrdí, že se modlí za nějaký druh „zázraků“.
Podle Johna Cavadiniho, když dojde k uzdravení, „zázrak není primárně určen pro uzdravenou osobu, ale pro všechny lidi, jako znamení Božího působení v konečném uzdravení zvaném ‚spása‘ nebo znamení přicházejícího království“. Někteří mohou své vlastní uzdravení považovat za znamení, že jsou obzvláště hodni nebo svatými, zatímco jiní si ho nezaslouží.
Katolická církev má zvláštní dikasterium, které se zabývá pečlivým zkoumáním platnosti údajných zázraků připisovaných budoucím světcům. Papež František zpřísnil pravidla týkající se peněz a zázraků v kanonizačním procesu. Protože katoličtí křesťané věří, že život kanonizovaných světců v církvi bude odrážet život Kristův, mnozí začali očekávat uzdravující zázraky. Zatímco lidové pojetí zázraku může být široké, katolická církev má konkrétní definici pro druh zázraku formálně uznávaného v kanonizačním procesu.
Podle Katolické encyklopedie (Catholic Encyclopedia) se často říká, že uzdravení ve svatyních a během křesťanských poutí je způsobeno především psychoterapií – částečně důvěrou v Boží prozřetelnost a částečně silným očekáváním uzdravení, které v těchto chvílích a na těchto místech přichází na sugestibilní osoby.
Mezi nejznámější zprávy katolíků o uzdraveních vírou patří ty, které jsou připisovány zázračné přímluvě zjevení Panny Marie známé jako Panna Maria Lurdská ve svatyni Panny Marie Lurdské ve Francii, a úlevy od život ohrožujících nemocí, o které žádali ti, kdo se obrátili o pomoc na svatého Judu Tadeáše, který je známý jako „patron ztracených případů“.
Od roku 2004 katoličtí lékaři tvrdí, že od roku 1858 se v Lurdech událo 67 zázraků a 7 000 nevysvětlitelných uzdravení. V knize z roku 1908 se píše, že tato uzdravení byla podrobena intenzivnímu lékařskému zkoumání a byla uznána jako autentická duchovní uzdravení až poté, co komise lékařů a vědců, zvaná Lurdský lékařský úřad (fr. Guérisons de Lourdes), vyloučila jakýkoli fyzický mechanismus uzdravení pacienta.

#### Evangelikalismus

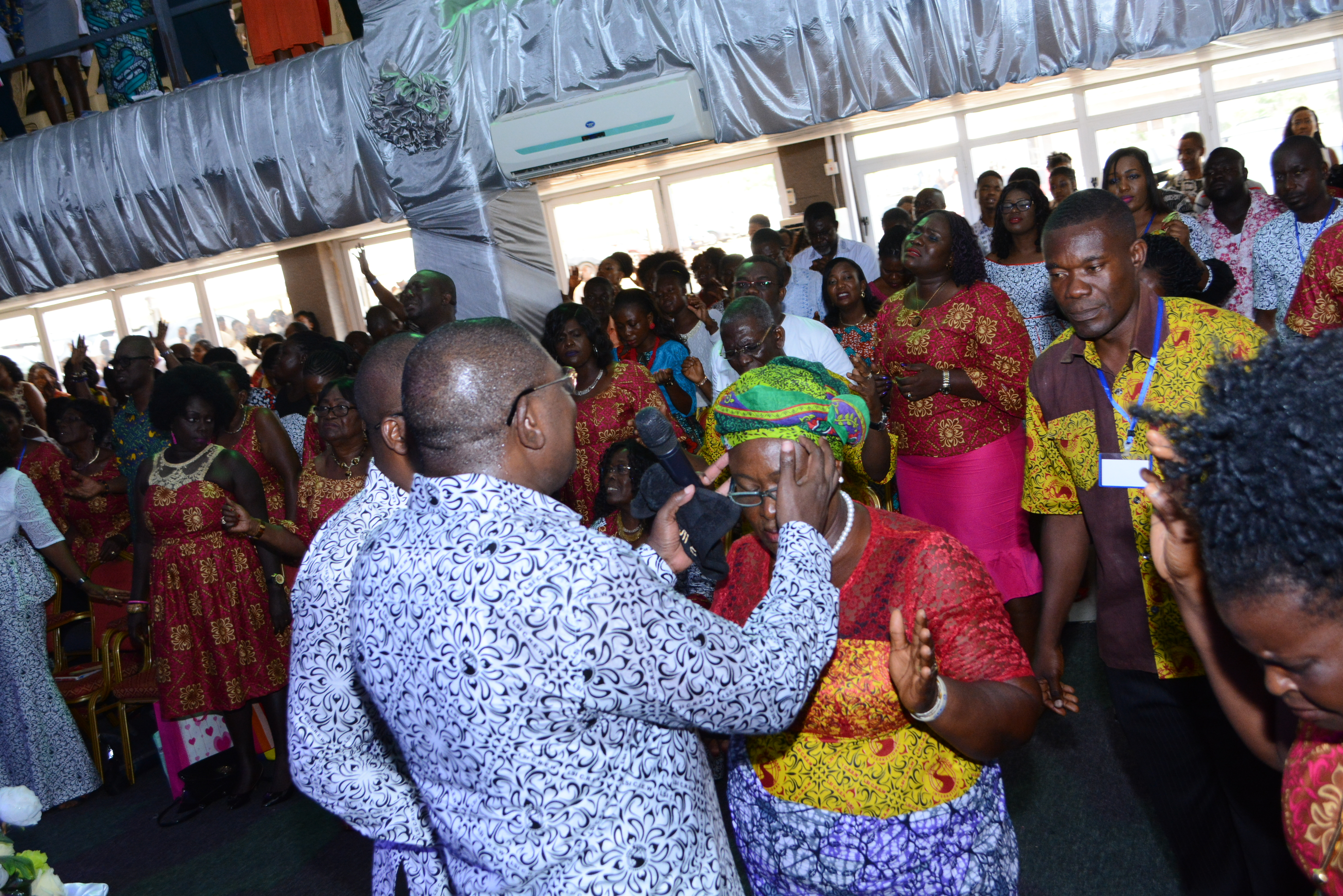
Vkládání rukou za uzdravení v Living Streams International Church, Akkra, Ghana, 2018

V některých letničních a charismatických evangelikálních církvích je tak zvláštní místo vyhrazeno uzdravování vírou s vkládáním rukou při bohoslužbách nebo při evangelizačních kampaních. Uzdravování vírou nebo božské uzdravování je považováno za Ježíšův odkaz získaný jeho smrtí a vzkříšením. Biblická neomylnost zaručuje, že zázraky a uzdravení popsané v Bibli jsou stále aktuální a mohou být přítomny v životě věřícího.
Na počátku 20. století se do nového letničního hnutí zapojili účastníci z hnutí svatosti a dalších hnutí v Americe, která již věřila v božské uzdravení. Ve 30. letech 20. století přitahovalo několik věřících léčitelů velké davy a získalo si příznivce po celém světě. 
První letniční v moderním slova smyslu se objevili v Topece v Kansasu v biblické škole, kterou vedl Charles Fox Parham, učitel svatosti a bývalý metodistický pastor. Celosvětové pozornosti se letnicím dostalo v roce 1906 díky probuzení na Azusa Street v Los Angeles, které vedl William Joseph Seymour.
Smith Wigglesworth byl známou osobností i na počátku 20. století. Wigglesworth, bývalý anglický instalatér, který se stal evangelizátorem, žil prostě a od doby, kdy ho jeho žena naučila číst, nečetl nic jiného než Bibli, cestoval po celém světě a kázal o Ježíši a konal uzdravování vírou. Wigglesworth tvrdil, že na svých setkáních vzkřísil v Ježíšově jménu několik lidí z mrtvých.
Ve 20. a 30. letech 20. století byla Aimee Semple McPhersonová kontroverzní léčitelkou víry, jejíž popularita v době velké hospodářské krize rostla. Následně byl, po druhé světové válce,:58:25 považován za iniciátora léčitelských probuzení William Marrion Branham. Léčitelské probuzení, které zahájil, vedlo mnohé k napodobování jeho stylu a dalo vzniknout generaci léčitelů vírou. Díky tomu byl Branham uznán za „otce moderních léčitelů vírou“. Podle spisovatelky a badatelky Patsy Simsové „síla Branhamovy bohoslužby a jeho přítomnost na pódiu zůstává legendou, která nemá v dějinách charismatického hnutí obdoby.“ Koncem čtyřicátých let se stal známým také Oral Roberts, který byl spojen s Branhamovým časopisem Voice of Healing a propagoval ho, a v léčení vírou pokračoval až do osmdesátých let. Roberts koncem padesátých let léčení vírou odmítl a prohlásil: „Nikdy jsem nebyl léčitelem vírou a nikdy jsem tak nebyl vychován. Moji rodiče velmi silně věřili v lékařskou vědu a máme lékaře, který se stará o naše děti, když onemocní. Já nemohu nikoho léčit – to dělá Bůh.“ Robertsovou přítelkyní byla Kathryn Kuhlmanová, další populární léčitelka vírou, která se proslavila v 50. letech a měla televizní pořad na CBS. V této době také Jack Coe a A. A. Allen byli léčitelé víry, kteří cestovali s velkými stany na velké „křížové výpravy“ pod širým nebem.
Úspěšné využití televize jako média k získání širšího publika vedlo Orala Robertse k tomu, že ho ostatní následovali. Jeho bývalý pilot Kenneth Copeland zahájil službu uzdravování. Známými televangelisty, kteří tvrdili, že uzdravují nemocné, se stali Pat Robertson, Benny Hinn a Peter Popoff. Richard Rossi je známý tím, že prostřednictvím sekulární televize a rozhlasu propaguje své léčitelské kliniky. Kuhlmanová ovlivnila Bennyho Hinna, který převzal některé její techniky a napsal o ní knihu.

#### Křesťanská věda
Duchovní proud, který vznikl v 19. století ve Spojených státech amerických známý pod názvem Křesťanská věda tvrdí, že uzdravení je možné skrze modlitbu založenou na pochopení Boha a základní duchovní dokonalosti Božího stvoření. Věří se, že hmotný svět, jak ho vnímá člověk, není duchovní realitou. Křesťanští vědci věří, že uzdravení skrze modlitbu je možné do té míry, do jaké se jí podaří vnést duchovní realitu zdraví do lidského prožívání. Modlitba duchovní stvoření nemění, ale dává mu jasnější pohled a výsledek se na lidské scéně projevuje jako uzdravení: lidský obraz se přizpůsobuje tak, aby se více shodoval s božskou realitou. Křesťanští vědci se proto nepovažují za léčitele vírou, protože víra nebo přesvědčení o křesťanské vědě nejsou ze strany pacienta vyžadovány a protože uzdravení považují za spolehlivá a prokazatelná, nikoli za náhodná.
Ačkoli v Křesťanské vědě neexistuje žádná hierarchie, praktikující se věnují modlitbám za druhé na profesionální bázi a inzerují v internetovém adresáři vydávaném církví. Křesťanští vědci někdy vyprávějí své příběhy o uzdravení na týdenních svědeckých setkáních v místních církvích Křesťanské vědy nebo je publikují v církevních časopisech, včetně The Christian Science Journal, který vychází měsíčně od roku 1883, Christian Science Sentinel, který vychází týdně od roku 1898, a The Herald of Christian Science, cizojazyčného časopisu, který začal vycházet v roce 1903 v němčině a později se rozšířil o španělské, francouzské a portugalské vydání. V čítárnách Křesťanské vědy (Christian Science Reading Room) se často nacházejí archivy těchto vyprávění o uzdravení.

#### Církev Ježíše Krista Svatých posledních dnů
Církev Ježíše Krista Svatých posledních dnů (LDS) má dlouhou historii uzdravování vírou. Mnoho členů Církve Svatých posledních dnů vyprávělo své příběhy o uzdravení v publikaci LDS Ensign. Církev věří, že k uzdravení dochází nejčastěji v důsledku požehnání kněžství udělovaných vzkládáním rukou; předpokládá se však, že uzdravení způsobuje také modlitba často doprovázená půstem. Uzdravení je vždy připisováno Boží moci. Svatí posledních dnů věří, že Boží kněžství, které měli proroci (např. Mojžíš) a hodní Spasitelovi učedníci, bylo obnoveno prostřednictvím nebeských poslů prvním prorokem této doby, Josephem Smithem.
Podle nauky LDS, přestože členové mohou mít obnovenou kněžskou pravomoc uzdravovat ve jménu Ježíše Krista, je třeba vyvinout veškeré úsilí k vyhledání vhodné lékařské pomoci. Brigham Young to fakticky uvedl a zároveň poznamenal, že konečný výsledek stále závisí na vůli Boží.
Jsme-li nemocní a prosíme-li Pána, aby nás uzdravil a učinil pro nás vše, co je podle mého chápání evangelia spásy třeba, mohu stejně tak prosit Pána, aby mi vyrostla pšenice a obilí, aniž bych já zoral půdu a zasel osivo. Zdá se mi důsledné použít každý lék, který je v dosahu mého poznání, a prosit svého Otce v nebesích ve jménu Ježíše Krista, aby tuto žádost posvětil k uzdravení mého těla.

Představme si však, že bychom cestovali po horách a jeden nebo dva z nás by onemocněli, aniž bychom měli v dosahu cokoli na světě v podobě léčivého léku, co bychom měli dělat? Podle své víry požádat Všemohoucího Pána, aby ... nemocné uzdravil. To je naše výsada, když jsme v takové situaci, že si nemůžeme sehnat nic, co by nám pomohlo. Pak Pán a jeho služebníci mohou udělat vše. Ale je mou povinností to udělat, když je to v mé moci.

Vkládáme ruce na nemocné a přejeme si, aby se uzdravili, a modlíme se, aby je Pán uzdravil, ale nemůžeme vždy říci, že to udělá.

### Islám
Mezi muslimy existuje řada léčitelských tradic. Někteří léčitelé se zaměřují zejména na diagnostiku případů posedlosti džinem nebo démonem.

### Budhismus
Australský obchodník čínského původu Jun Hong Lu byl významným zastáncem Guan Yin Citta Dharma Door a tvrdil, že praxe tří „zlatých cvičení“ – recitace textů a manter, osvobození bytostí a skládání slibů – je pevným základem pro zlepšení fyzické, duševní a psychické pohody, přičemž mnoho následovníků veřejně potvrdilo, že se díky této praxi uzdravili.

### Scientologie
Někteří kritici scientologie označují některé její metody za podobné léčení vírou, a to na základě tvrzení L. Rona Hubbarda v knize Dianetika: Moderní věda o duševním zdraví (Dianetics: The Modern Science of Mental Health) a dalších spisů.

## Vědecký výzkum
Viz též: Účinnost modlitby
Téměř všichni vědci odmítají léčitelství vírou jako pseudovědu. Věřící tvrdí, že léčitelství vírou nevznáší žádné vědecké nároky, a proto by mělo být považováno za záležitost víry, která není vědecky testovatelná. Kritici odpovídají, že tvrzení o léčitelství by měla být vědecky testována, protože ačkoli víra v nadpřirozeno není sama o sobě obvykle považována za oblast působnosti vědy, tvrzení o reprodukovatelných účincích jsou přesto předmětem vědeckého zkoumání.
Vědci a lékaři se obecně domnívají, že léčení vírou postrádá biologickou věrohodnost nebo epistemické opodstatnění,:30–31 což je jedno z kritérií, podle nichž se posuzuje, zda je klinický výzkum etický a finančně zdůvodnitelný. Přehled lékařské organizace Cochrane Collaboration v případě přímluvné modlitby uvedl, že „ačkoli některé výsledky jednotlivých studií naznačují pozitivní účinek přímluvné modlitby, většina z nich takový účinek nemá.“ Autoři došli k závěru: „Nejsme přesvědčeni, že by se měly provádět další studie této intervence, a raději bychom viděli, kdyby se veškeré prostředky, které jsou k dispozici pro takovou studii, použily na zkoumání jiných otázek v oblasti zdravotní péče.“
V roce 1954 byl proveden přehled léčení energiemi, terapeutického doteku a léčení vírou. Ze sta zkoumaných případů se ani v jednom případě neprokázalo, že by samotný zásah léčitele vedl ke zlepšení nebo vyléčení měřitelného organického postižení.
Kromě toho přinejmenším jedna studie naznačuje, že dospělí křesťanští vědci, kteří se obvykle místo lékařské péče věnují modlitbám, mají vyšší úmrtnost než ostatní lidé stejného věku.
V roce 2012 vznikl Globální lékařský výzkumný institut (Global Medical Research Institute, GMRI), který začal shromažďovat lékařské záznamy pacientů, kteří tvrdí, že se jim v důsledku křesťanských duchovních léčebných praktik dostalo nadpřirozeného zázraku uzdravení. Organizace má skupinu lékařů, kteří přezkoumávají záznamy pacientů a zkoumají záznamy před tvrzenými zázraky a záznamy po zázraku, o němž se tvrdí, že se stal. „Celkovým cílem GMRI je podporovat empiricky podložené porozumění fyziologickým, emocionálním a sociologickým účinkům praxe křesťanského duchovního uzdravování.“ Toho je dosaženo uplatněním stejně přísných standardů, jaké se používají v jiných formách lékařského a vědeckého výzkumu.
Článek v časopise New Scientist z roku 2011 uvádí pozitivní fyzické výsledky meditace, pozitivního myšlení a spirituální víry.

## Kritika
Navštívil jsem Lurdy ve Francii a Fatimu v Portugalsku, léčivé svatyně křesťanské Panny Marie. Navštívil jsem také Epidaurus v Řecku a Pergamum v Turecku, léčivé svatyně pohanského boha Asklépia. Zázračná uzdravení zaznamenaná na obou místech byla pozoruhodně stejná. V lurdské jeskyni například visí mnoho berlí, němých svědků těch, kteří přišli chromí a odešli zdraví. Nejsou však mezi nimi žádné protézy, žádní svědci paraplegiků, kterým byly obnoveny ztracené končetiny.     — John Dominic Crossan

Skeptici léčitelství vírou nabízejí především dvě vysvětlení anekdot o vyléčeních nebo zlepšeních, která zbavují nutnosti odvolávat se na nadpřirozeno. První je post hoc ergo propter hoc, což znamená, že ke skutečnému zlepšení nebo spontánní remisi mohlo dojít náhodně, ale nezávisle na tom, co udělal nebo řekl léčitel vírou nebo pacient. Tito pacienti by se zlepšili stejně dobře, i kdyby neudělali nic. Druhým je placebo efekt, díky němuž může u člověka dojít ke skutečné úlevě od bolesti a zmírnění jiných symptomů. V tomto případě pacientovi skutečně pomohl léčitel nebo prostředek založený na víře, a to nikoliv díky nějaké záhadné nebo numinózní funkci, ale díky síle jeho vlastní víry, že bude uzdraven. V obou případech může pacient pocítit skutečné zmírnění příznaků, ačkoliv ani v jednom případě nedošlo k ničemu zázračnému nebo nevysvětlitelnému. Oba případy jsou však přísně omezeny na přirozené schopnosti těla.
Podle Americké onkologické společnosti:

... dostupné vědecké důkazy nepodporují tvrzení, že léčení vírou může skutečně vyléčit fyzické nemoci... Jeden přehled publikovaný v roce 1998 se zabýval 172 případy úmrtí dětí léčených vírou namísto konvenčních metod. Tito vědci odhadli, že pokud by byla podávána konvenční léčba, míra přežití většiny těchto dětí by byla více než 90 %, přičemž i zbývající děti by měly velkou šanci na přežití. Novější studie zjistila, že za posledních třicet let zemřelo ve Spojených státech na léčitelné nemoci více než 200 dětí, protože jejich rodiče se spoléhali na duchovní léčení namísto konvenční léčby.

Americká lékařská asociace (American Medical Association) se domnívá, že modlitba jako terapie by neměla být lékařsky hrazeným nebo odpočitatelným výdajem.
Belgický filozof a skeptik Etienne Vermeersch vytvořil termín „lurdský efekt“ jako kritiku magického myšlení a možnosti placebo efektu u údajných zázračných uzdravení, protože nejsou doloženy žádné případy, kdy by v Lurdech došlo k uzdravení uříznuté ruky vírou. Vermeersch označuje nejednoznačnost a dvojznačnost zázračných uzdravení za klíčový rys zázračných událostí.

### Negativní dopad na veřejné zdraví
Spoléhání se na léčení vírou s vyloučením jiných forem léčby může mít dopad na veřejné zdraví, když omezuje nebo vylučuje přístup k moderním lékařským metodám, což se projevuje jak ve vyšší úmrtnosti dětí, tak ve zkrácené délce života dospělých. Kritici také upozorňují na vážné škody, které vznikly v důsledku falešně označených „uzdravení“, kdy se pacienti mylně považují za vyléčené a přestanou se léčit nebo od léčby odstoupí. Například nejméně šest lidí zemřelo poté, co je jejich církev uzdravila vírou a sdělila jim, že byli uzdraveni z HIV a mohou přestat brát léky. Podle vyjádření AMA by „modlitba jako terapie neměla zdržovat přístup k tradiční lékařské péči“. Volba léčení vírou a zároveň odmítání moderní medicíny může způsobit a způsobuje zbytečnou smrt lidí.

### Křesťanská teologická kritika uzdravování vírou
Křesťanská teologická kritika uzdravování vírou se obecně dělí na dvě odlišné úrovně nesouhlasu. 
První z nich je v dnešní církvi označován jako „otevřený, ale opatrný“ pohled na zázraky. Tento termín záměrně používá Robert L. Saucy v knize Jsou zázračné dary pro dnešek? (Are Miraculous Gifts for Today?) Dalším příkladem křesťanského učitele, který předkládá názor označovaný jako „otevřený, ale opatrný“, je D. A. Carson. Když se zabývá Warfieldovými tvrzeními, zejména „Warfieldovým naléháním, že zázraky přestaly“, Carson tvrdí: „Tento argument však obstojí pouze tehdy, pokud jsou tyto zázračné dary teologicky vázány výhradně na roli osvědčení; a tak tomu prokazatelně není.“ Carson však potvrzuje, že neočekává, že by k uzdravování docházelo i dnes, a zároveň je kritický k aspektům hnutí uzdravování vírou: „Dalším problémem je obrovské zneužívání v léčitelské praxi..... Nejběžnější formou zneužití je názor, že vzhledem k tomu, že všechny nemoci lze přímo či nepřímo přičíst ďáblu a jeho skutkům, a protože Kristus svým křížem ďábla porazil a svým Duchem nám dal moc nad ním zvítězit, je uzdravení dědičným právem všech pravých křesťanů, kteří vzývají Pána s opravdovou vírou.“
Druhá rovina teologického nesouhlasu s křesťanskou vírou v uzdravování jde ještě dál. Běžně se označuje jako cessationismus a jeho stoupenci buď tvrdí, že k uzdravení vírou dnes vůbec nedojde, nebo že k němu sice dnes dojde, ale bude to neobvyklé. Richard Gaffin obhajuje jistou formu cessationismu v eseji, který je vedle Saucyho eseje v knize Jsou zázračné dary pro dnešek? (Are Miraculous Gifts for Today?). Ve své knize Perspectives on Pentecost Gaffin o uzdravování a příbuzných darech uvádí, že „závěr, který je třeba učinit, je, že tak, jak jsou uvedeny v 1. Korintským – 1Kor 12, 9–29 (Kral, ČEP) a s nimiž se setkáváme v celém vyprávění ve Skutcích apoštolů, jsou tyto dary, zvláště pokud je daný člověk pravidelně vykonává, součástí základní struktury církve ... a tak ze života církve vymizely.“ Gaffin to však kvalifikuje slovy:  „Zároveň je však třeba uznat a trvat na svrchované Boží vůli a moci uzdravovat nemocné i dnes, zvláště jako odpověď na modlitbu – viz např. Jak 5, 14.–15 (Kral, ČEP).“
Podle katolického apologety Trenta Horna sice Bible učí věřící, aby se modlili, když jsou nemocní, to však nelze chápat jako vyloučení lékařské péče, přičemž cituje Sirachovce – Sir 38, 9 (Kral, ČEP) a Sir 38, 12–14 (Kral, ČEP):

Synu, svou nemoc nepodceňuj, ale pros Hospodina, a on tě uzdraví. Pak dej lékaři příležitost, vždyť i jeho stvořil Hospodin. Ať není daleko od tebe, když ho potřebuješ;  někdy je úspěch v jejich rukou. Vždyť i oni budou prosit Hospodina, aby se jim podařilo přinést nemocnému úlevu a uzdravení k záchraně života.

### Podvody
Skeptici léčitelů vírou poukazují na podvodné praktiky buď při samotných uzdraveních (např. účast osob s falešnými nemocemi), nebo souběžně s údajným uzdravováním, a tvrdí, že léčení vírou je šarlatánská praxe, při níž „léčitelé“ využívají známé nenadpřirozené iluze, aby zneužili důvěřivé lidi a získali jejich vděčnost, důvěru a peníze. Kniha Jamese Randiho The Faith Healers (Léčitelé vírou) zkoumá křesťanské evangelizátory, jako byl Peter Popoff, který tvrdil, že uzdravuje nemocné lidi na pódiu před publikem. Popoff předstíral, že zná soukromé podrobnosti o životě účastníků díky tomu, že přijímal rádiové vysílání od své manželky, která byla mimo pódium a před vystoupením shromažďovala informace od diváků. Podle této knihy se mnozí z předních moderních evangelikálních léčitelů dopouštějí podvodů a klamání. Kniha také zpochybňuje, jak léčitelé vírou využívají finanční prostředky, které jim byly zaslány na konkrétní účely. Fyzik Robert L. Park a lékař a ochránce spotřebitelů Stephen Barrett zpochybnili etiku některých přemrštěných poplatků.
Došlo také k právním sporům. Například v roce 1955 na bohoslužbě Jacka Coea v Miami na Floridě řekl Coe rodičům tříletého chlapce, že uzdravil jejich syna, který měl dětskou obrnu. Coe pak rodičům řekl, aby chlapci sundali z nohou ortézy. Jejich syn se však z dětské obrny nevyléčil a sundání ortéz způsobilo chlapci neustálé bolesti. V důsledku toho se díky úsilí Josepha L. Lewise byl Coe 6. února 1956 zatčen a obviněn z provozování lékařské praxe bez licence, což je ve státě Florida trestný čin. Floridský smírčí soudce případ zamítl s odůvodněním, že Florida vyjímá ze zákona léčbu pomocí Boží pomoci. Ještě téhož roku byla Coeovi diagnostikována dětská obrna a o několik týdnů později 17. prosince 1956 v dallaské nemocnici Parkland (Parkland Memorial Hospital) zemřel.

### Zázraky na prodej
Televizní osobnost Derren Brown připravil pořad o léčení vírou s názvem Zázraky na prodej (Miracles for Sale), který pravděpodobně odhalil umění léčení vírou jako podvod. V tomto pořadu Derren vycvičil potápěčského trenéra vybraného z řad veřejnosti na léčitele vírou a vzal ho do Texasu, kde úspěšně provedl léčebné sezení vírou pro shromáždění.

## Právo Spojených států amerických
Zákon o prevenci a léčbě zneužívání dětí (Child Abuse Prevention and Treatment Act, CAPTA) z roku 1974 vyžadoval, aby státy udělovaly náboženské výjimky ze zákonů o zanedbávání a zneužívání dětí, aby mohly dostávat federální peníze. Změny CAPTA z roku 1996 v § 5106i 42 U.S.C. stanoví:
(a) Obecně. – Žádné ustanovení tohoto zákona nesmí být vykládáno jako –
"(1) jako stanovení federálního požadavku, aby rodič nebo zákonný zástupce poskytl dítěti jakoukoli lékařskou službu nebo léčbu v rozporu s náboženským přesvědčením rodiče nebo zákonného zástupce; a "(2) jako požadavek, aby stát zjistil nebo zakázal státu zjistit zneužívání nebo zanedbávání v případech, kdy rodič nebo zákonný zástupce spoléhá výhradně nebo částečně na duchovní prostředky namísto lékařské léčby v souladu s náboženským přesvědčením rodiče nebo zákonného zástupce.
"(b) Požadavek státu. – Bez ohledu na ustanovení pododdílu a) musí mít stát v souladu se státním právem minimálně pravomoc umožňující systému služeb na ochranu dětí v daném státě uplatnit veškeré právní prostředky, včetně pravomoci zahájit soudní řízení u příslušného soudu, za účelem poskytnutí lékařské péče nebo léčby dítěti, pokud je taková péče nebo léčba nezbytná k zabránění nebo nápravě vážného poškození dítěte nebo k zabránění odepření lékařsky indikované léčby dětem s ohrožením života. S výjimkou odmítnutí lékařsky indikované léčby u zdravotně postižených dětí v ohrožení života je rozhodování o výkonu pravomoci podle tohoto pododdílu v jednotlivých případech ve výlučné pravomoci státu.
Třicet jedna států má náboženské výjimky týkající se zneužívání dětí. Jsou to Alabama, Aljaška, Kalifornie, Colorado, Delaware, Florida, Georgia, Idaho, Illinois, Indiana, Iowa, Kansas, Kentucky, Louisiana, Maine, Michigan, Minnesota, Mississippi, Missouri, Montana, Nevada, New Hampshire, New Jersey, Nové Mexiko, Ohio, Oklahoma, Oregon, Pensylvánie, Vermont, Virginie a Wyoming. V šesti z těchto států, Arkansasu, Idahu, Iowě, Louisianě, Ohiu a Virginii, se výjimky vztahují i na vraždy a zabití. Z těchto států je Idaho jediným státem, kterému je vytýkáno, že v poslední době došlo v důsledku této legislativy k velkému počtu úmrtí. V únoru 2015 vyvolal v Idahu polemiku návrh zákona, o kterém se předpokládá, že ještě více posílí práva rodičů odepřít svým dětem lékařskou péči.

### Odsouzení za zabití a vraždu
Rodiče jedenáctileté dívky byli odsouzeni za týrání dítěte a trestný čin zabití z nedbalosti a shledáni odpovědnými za zabití svých dětí, když odmítli život zachraňující lékařskou péči a zvolili pouze modlitby.
Rodiče osmileté holčičky v Austrálii a 12 členů jejich náboženské sekty byli shledáni vinnými ze zabití, protože jí odepřeli život zachraňující léky. Členové sekty místo vyhledání lékařské pomoci zpívali a modlili se.